# Sông Marañón

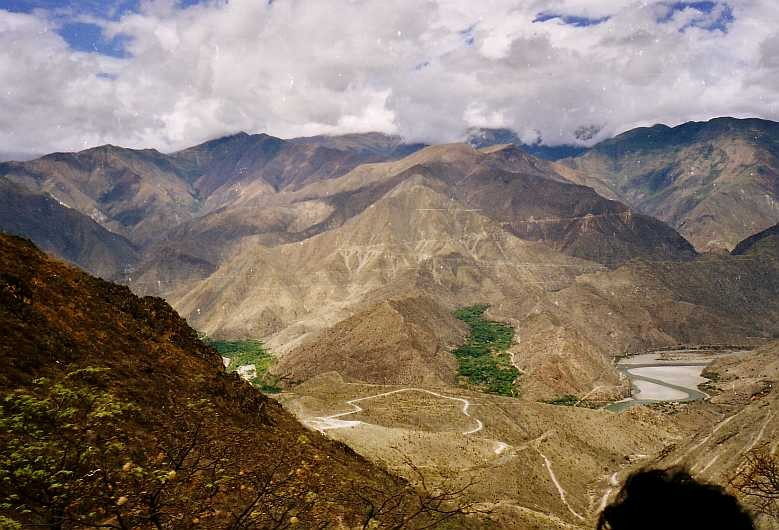
Thung lũng Marañón giữa Chachapoyas (Leymebamba) và Celendín

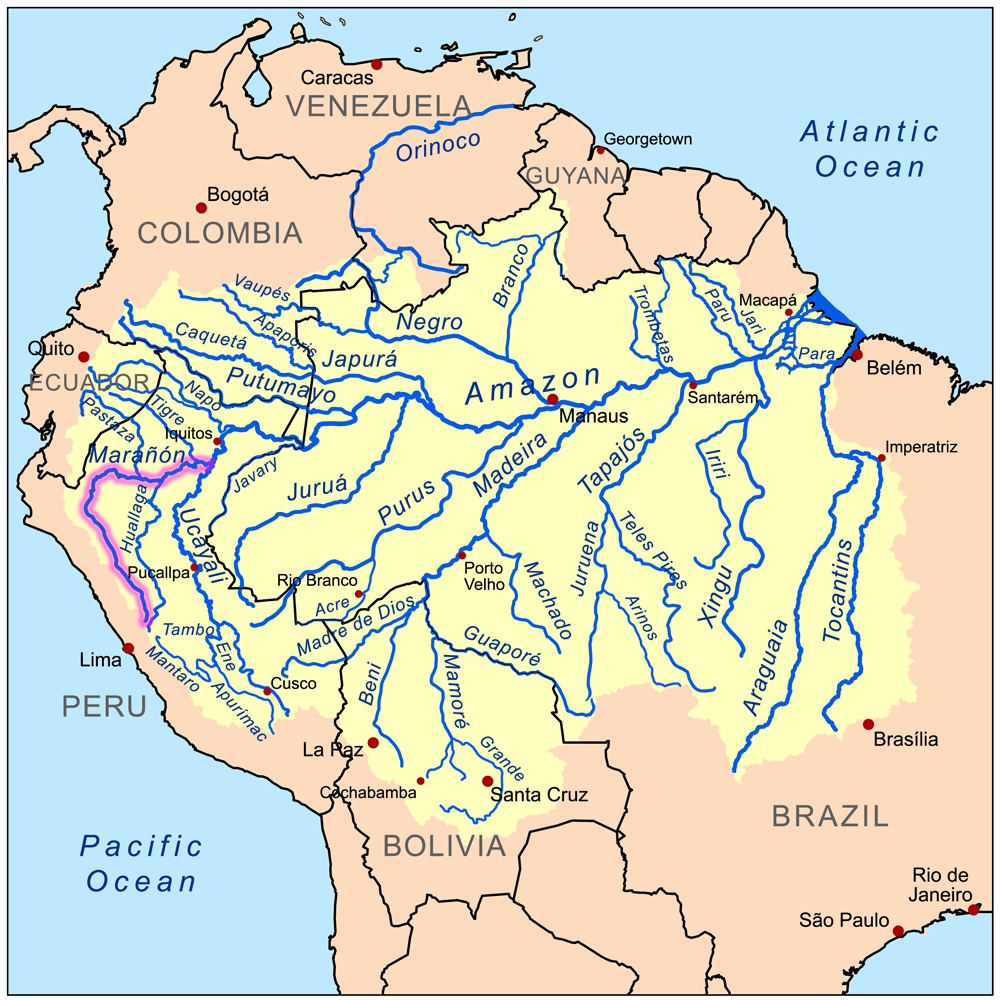
Bản đồ bồn địa Amazon với sông Marañón được tô đậm

Sông Marañón (tiếng Tây Ban Nha: Río Marañón, IPA: [ˈri.o maɾaˈɲon]) khởi nguồn từ nơi cách 160 km về phía đông bắc của thủ đô Lima, Peru, chảy qua một thung lũng sâu bị xói mòn của dãy Andes khi thẳng hướng tây bắc, sông nằm dọc theo chân phía đông của dãy Andes; về song sông uốn cong và chuyển hướng đông bắc, cắt qua các dãy thuộc Andes, cho đến Pongo de Manseriche, sông chảy qua vùng đồng bằng. Sau khi hợp dòng với sông Ucayali, Marañón được mang tên là sông Amazon.
Bị ngăn cản bởi các đá ngầm cùng các thác ghềnh nên Marañón chưa từng là một tuyến thương mại. Tại điểm sông thực hiện cuộc uốn cong vĩ đại của mình, nó gặp sông Chinchipe, khởi nguồn từ miền nam Ecuador. Ngay phía dưới điểm này, các dãy núi nằm gần hai bờ của Marañón, tạo nên một hẻm núi hẹp có chiều dài 56 km (35 mi), tại đây có nhiều dòng nước xoáy, và không ít hơn 35 ghềnh, chuỗi này kết thúc với ba thác lớn ngay sau khi nhận nước của sông Imasa hay Chunchunga, gần cửa sông mà Charles Marie de La Condamine đã lên tàu vào thế kỷ 18 để thám hiểm Amazon. Tại khu vực này, vùng đồng quê bằng phẳng bắt đầu hạ độ cao và chỉ có một vài ngọn núi. Người Aguaruna sinh sống ven sông tại khu vực này.
Hẻm núi cuối cùng mà sông Marañón, phải vượt qua là Pongo de Manseriche, kéo dài 5 km (3,1 mi), ngay phái dưới cửa Rio Santiago, nằm nằm giữa nó và điểm truyền giáo bị bỏ hoang Borja. Theo thuyền trưởng Carbajal, có nguồn gốc từ Pongo de Manseriche trên chiếc tàu hơi nước nhỏ "Napo," năm 1868, sông nằm trên một kẽ hở rộng lớn trên dãy Andes và sâu 600 m (2000 ft), ở một số nơi chỉ hẹp 30 m (100 ft), các vách đứng "dường như là điểm cao nhất."
Sau khi vượt qua Pongo de Huaracayo (hay Guaracayo), cerros, hay các vùng đồi, dần biến mất, và trong khoảng 30 km (19 mi) trên sông có đấy các cù lao, và không thể nhìn thấy gì từ bờ thấp của chúng nhưng một đồng bằng bao la với rừng bao phủ được gọi là selva baja ("rừng nhiệt đới thấp") hay Amazonia thuộc Peru, là nơi sinh sống của các sắc dân bản địa như Urarina tại bồn địa Chambira, người Candoshi, và người Cocama-Cocamilla. Sông Marañón cũng là bối cảnh của một trong những tiểu thuyết qiuan trọng nhất của nhà văn người Peru Ciro Alegría: La serpiente de oro (1935).

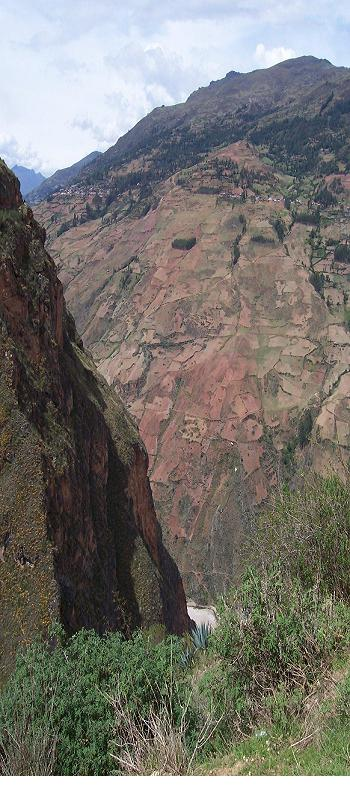
Sông Marañon, nhìn từ Cochapata tại Peru
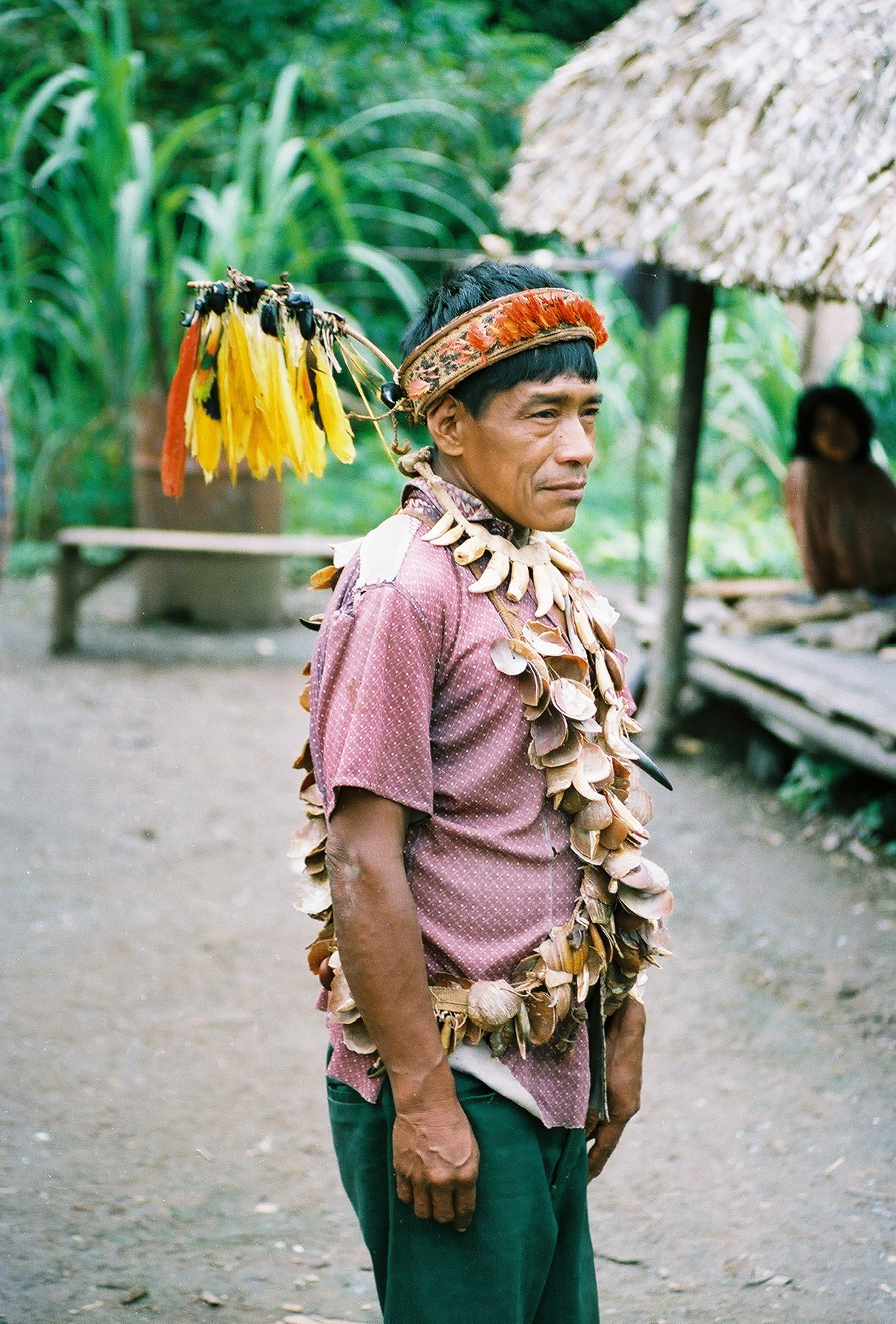
Pháp sư Urarina, 1988 puku